# Jacob Hylkema
Jacob (Jaap) Hylkema (Grouw, 22 november 1900 - gefusilleerd in Dongjum, 8 maart 1945) was een Friese verzetsstrijder.

## Biografie
Hylkema werd in 1900 geboren als zoon van de houthandelaar Kerst Hettes Hylkema en Grietje van Riesen. Van 1938 tot 1943 was Hylkema voorzitter van de "krite 'Grou'" van het "Selskip for Fryske Tael en Skriftekennisse". Hylkema was adjunct-directeur van Halbertsma's Fabrieken BV in Grouw. Tijdens de Tweede Wereldoorlog nam hij actief deel aan het verzet tegen de Duitsers. Hij werd in 1944 gemeentecommandant van de Nederlandse Binnenlandse Strijdkrachten.
Op 3 maart 1945 werd hij - samen met vijf andere verzetsmensen - gearresteerd vanwege zijn verzetsactiviteiten en naar het Burmaniahuis in Leeuwarden gebracht om daar te worden verhoord door de Sicherheitsdienst. Op 8 maart 1945 werd hij door de Duitsers bij wijze van represaillemaatregel gefusilleerd nabij het dorp Dongjum. Hij was toen 44 jaar oud. Hylkema en zijn plaatsgenoot Bauke van der Pal, die tegelijk met hem werd gefusilleerd, liggen begraven op de Algemene Begraafplaats van Grouw. Hylkema was getrouwd met Hiltje Houwink.

## Vermelding
Hylkema is een van de tien oorlogsslachtoffers die worden vermeld op het oorlogsmonument in Grouw. Voor de vijf verzetsmensen die in Dongjum werden vermoord is ook daar een oorlogsmonument opgericht. Ook staan hun namen op een witte plaquette in de hervormde kerk van Dongjum.